# Estación de Jauja
La Estación de Jauja del Ferrocarril Central es una antigua estación de trenes en Jauja, Perú. Se ubica en la sexta cuadra de la Avenida Ricardo Palma. 
La estación fue terminada en 1908 en un terreno de 17,400 metros cuadrados. Fue construido de estilo industrial según los planos que también sirvieron para la construcción de la estación de Huancayo. El 15 de septiembre de 1992 se expidió la Resolución Jefatural N° 704 por medio de la cual se declaró este edificio como Monumento Histórico del Perú.
A pesar de ello, en la actualidad, la estación se encuentra cerrada y no funciona como tal siendo que su terreno es utilizado como terminal terrestre de transporte público.